# Mayu Sasaki
Mayu Sasaki (佐々木 繭 Sasaki Mayu?), född 12 januari 1993, är en japansk fotbollsspelare som spelar för Urawa Reds.
Mayu Sasaki spelade 8 landskamper för det japanska landslaget.